# Samedi de Lazare
Le Samedi de Lazare est une fête populaire dans les Églises d'Orient – chrétiens orthodoxes et catholiques orientaux. Elle fait référence à la résurrection de Lazare (Jean 11), ami de Jésus, et signe la fin du Grand Carême. La fête, combinée avec le Dimanche des Rameaux, précède la Semaine sainte. Elle est considérée comme une anticipation de Pâques et du mystère de la Résurrection. C'est pourquoi ce samedi est célébré comme un dimanche, jour de la Résurrection.
Le Christ est montré, dans cet épisode, et dans l'hymnographie qui le développe, comme triomphateur de la mort, car Lazare est mort depuis quatre jours, et la décomposition corporelle est déjà en cours. D'un seul mot, et sans prendre garde au désespoir des sœurs du mort, le Christ ressuscite Lazare : la mort déjà ne peut rien face à sa puissance. Dans l'apolytikion du jour, l'hymnographe affirme que ce geste a été accompli pour « donner foi en la Résurrection de tous ».

## Aspects liturgiques dans l'Église orthodoxe et le rite byzantin

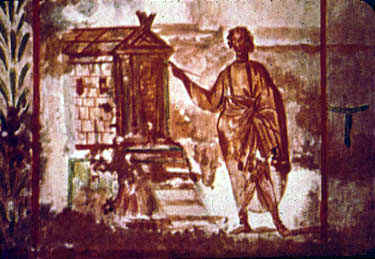
Fresque représentant la résurrection de Lazare.

Cette liturgie est la seule dans l'année de l'Église où l'office de la résurrection est célébré un autre jour que le Dimanche.
Lev Gillet disait à propos de ce jour : « Le samedi de Lazare occupe une place très spéciale dans le calendrier liturgique. Il est en dehors des quarante jours de pénitence du Carême ; il est aussi en dehors de la Semaine Sainte. » Le samedi de Lazare et le Dimanche des Rameaux sont des jours de joie interposés entre la pénitence du Grand Carême et les lamentations de la Semaine sainte.
Au cours de la semaine précédente, qui est la dernière semaine du Grand Carême, les hymnes du Triode du Carême évoquent la maladie suivie de la mort de Lazare, et le voyage du Christ depuis le Jourdain jusqu'à Béthanie. Cette semaine est appelée « semaine des rameaux » (ou « des palmes ») ou encore « semaine fleurie ».
Durant la Liturgie des Saints Dons présanctifiés, le vendredi soir, la lecture de la Genèse (qui avait commencé le premier jour du Grand Carême) est achevée par la description de la mort, de l'enterrement et du deuil de Jacob (Genèse 19:33-50:36). Cette lecture est en correspondance avec le thème et le message du Samedi de Lazare, et elle en approfondit le sentiment de tristesse et d'espoir. Le vendredi soir, à complies, on lit le Canon de la résurrection de Lazare composé par André de Crète. Il s'agit d'un long Canon composé de neuf odes, ce qui le classe comme un canon pénitentiel (seuls les canons des jours de semaine en Carême comportent neuf odes, le reste de l'année, on n'en chante que huit).
Les lectures de l'Écriture et les hymnes du Samedi de Lazare se concentrent sur la résurrection de Lazare comme anticipation du triomphe définitif du Christ sur la mort, (la résurrection « du quatrième jour » faisant écho à la Résurrection du Christ « du troisième jour ») et une promesse de la résurrection de tous (le Christ étant « les prémices de ceux qui se sont endormis », comme le chantent les odes de Pâques). Le récit de l'Évangile est interprété par les hymnes comme illustrant les deux natures du Christ, Homme-Dieu : c'est selon Son humanité que le Christ pleure et demande : « Où l'avez-vous mis ? » (Jn 11,34), et dans Sa divinité il commande à Lazare de se relever de la mort (Jn 11,43). Un certain nombre de ces hymnes, écrits à la première ou deuxième personne, relatent le décès de Lazare, sa mise au tombeau et son enveloppement dans des bandelettes funéraires symbolisant l'état pécheur de la personne. Nombre des hymnes de résurrection de l'office dominical normal, qui sont omises pendant le Dimanche des Rameaux, sont chantées le Samedi de Lazare. Cependant, la Litanie des Défunts, qui est normalement interdite lors des Liturgies dominicales, est autorisée. Pendant la Divine Liturgie, l'hymne baptismale « Vous tous qui avez été baptisés en Christ, vous avez revêtu le Christ » (Gal. 3,27) est chantée à la place du Trisagion. Ce qui indique qu'il s'agissait d'un jour où, traditionnellement, on baptisait.
Bien que la sainte quarantaine du Grand Carême s'achève la veille du Samedi de Lazare, le jeûne est encore observé ce jour, quoique de manière moins stricte : avant la consommation de poisson le lendemain, les œufs de poisson sont traditionnellement autorisés.

## Coutumes orthodoxes
Le Samedi de Lazare est le jour où, traditionnellement, les ermites quittent leur retraite dans le désert pour revenir au monastère afin d'assister aux Offices de la Semaine sainte. En nombreux endroits dans l'Église de Russie, les vêtements et ornements de l'église, en ce jour et celui des Rameaux, sont verts, exprimant ainsi le renouvellement de la vie. Dans l'Église de Grèce, il est de coutume, le Samedi de Lazare, de réaliser des croix avec des feuilles de palmier, qui seront utilisées le Dimanche des Rameaux.

## Histoire
Les homélies de saint Jean Chrysostome (349-407), de saint Augustin d'Hippone (354-430), et d'autres montrent l'ancienneté de cette fête. Aux VIIe et VIIIe siècles, des hymnes et des canons spécifiques pour la fête furent composés par André de Crète, saint Côme de Maïouma et saint Jean Damascène, et sont encore chantés de nos jours.

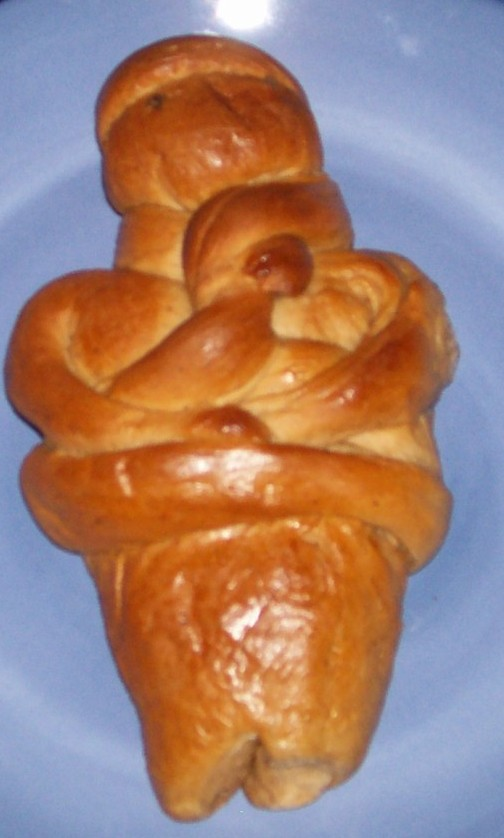
Un lazaráki, pain consommé le samedi de Lazare.